# Schutzengelkirche (Heimbach)
Die römisch-katholische Schutzengelkirche (auch Heiliger Schutzengel) befindet sich im Zentrum Heimbachs im rheinland-pfälzischen Landkreis Birkenfeld. Sie ist vor allem für die expressionistischen Wandgemälde des schlesischen Künstlers Alfred Gottwald bekannt und prägt das Ortsbild Heimbachs. Aufgrund der Baufälligkeit des Gebäudes wurde sie 2022 profaniert.

## Lage
Die Schutzengelkirche liegt im rheinland-pfälzischen Landkreis Birkenfeld auf einer  kleinen Anhöhe im Ort Heimbach. Sie steht im Ortszentrum und wird durch eine Häuserzeile von der Hauptstraße abgetrennt. Direkt östlich grenzt der Bettendorff-Platz an. Die Kirche ist über die Straße In der Treibe oder eine Treppe zur Hauptstraße hin erreichbar.

## Geschichte
In Heimbach wurde 1885 bis 1886 bereits eine Kapelle am Höhklopp erbaut, die ebenfalls den heiligen Schutzengeln geweiht war und 1969 abgerissen wurde. Die Grundsteinlegung für die Schutzengelkirche erfolgte am 1. Juni 1925. Bei den anfänglichen Erdarbeiten waren dabei vor allem Frauen tätig. Die Weihe der Kirche fand schließlich am 4. Oktober 1926 statt. Die Schutzengelkirche sollte zunächst Ende 1954 einen Kirchturm erhalten, der allerdings erst später nach umfangreichen Umbauarbeiten am bestehenden Gebäude errichtet werden konnte, da die Betonpfeiler nicht die nötige Tragfähigkeit aufwiesen.
Nachdem sich insbesondere das Dach der Kirche als sanierungsbedürftig erwies, bat die Kirchengemeinde 2014 in einem Antrag um Zuschüsse beim Bistum Trier. Gleichzeitig engagierten sich Gemeindemitglieder und sammelten Spenden, um die Kirche zu erhalten. Der Antrag, das Dach zu sanieren, wurde zunächst vom Bistum Trier mehrfach verschoben, bevor 2018 die Entscheidung fiel, den Antrag vollständig abzulehnen. Daraufhin wurden notdürftig kleine Ausbesserungen vorgenommen. Der Kirchturm musste aufgrund von Baufälligkeit geschlossen und die Glockenanlage entfernt werden, ehe die Kirche am 16. März 2021 wegen Baufälligkeit gesperrt werden musste. Sie soll abgerissen werden, sofern sich kein Käufer findet. Das Dekret zur Profanierung der Kirche wurde durch Bischof Dr. Stephan Ackermann am 15. Dezember 2021 unterzeichnet und damit in Kraft gesetzt. Am 18. Februar 2022 wurde die Kirche profaniert.
Die Schutzengelkirche gehört zur Pfarreiengemeinschaft Nahe-Heide-Westrich.

## Architektur

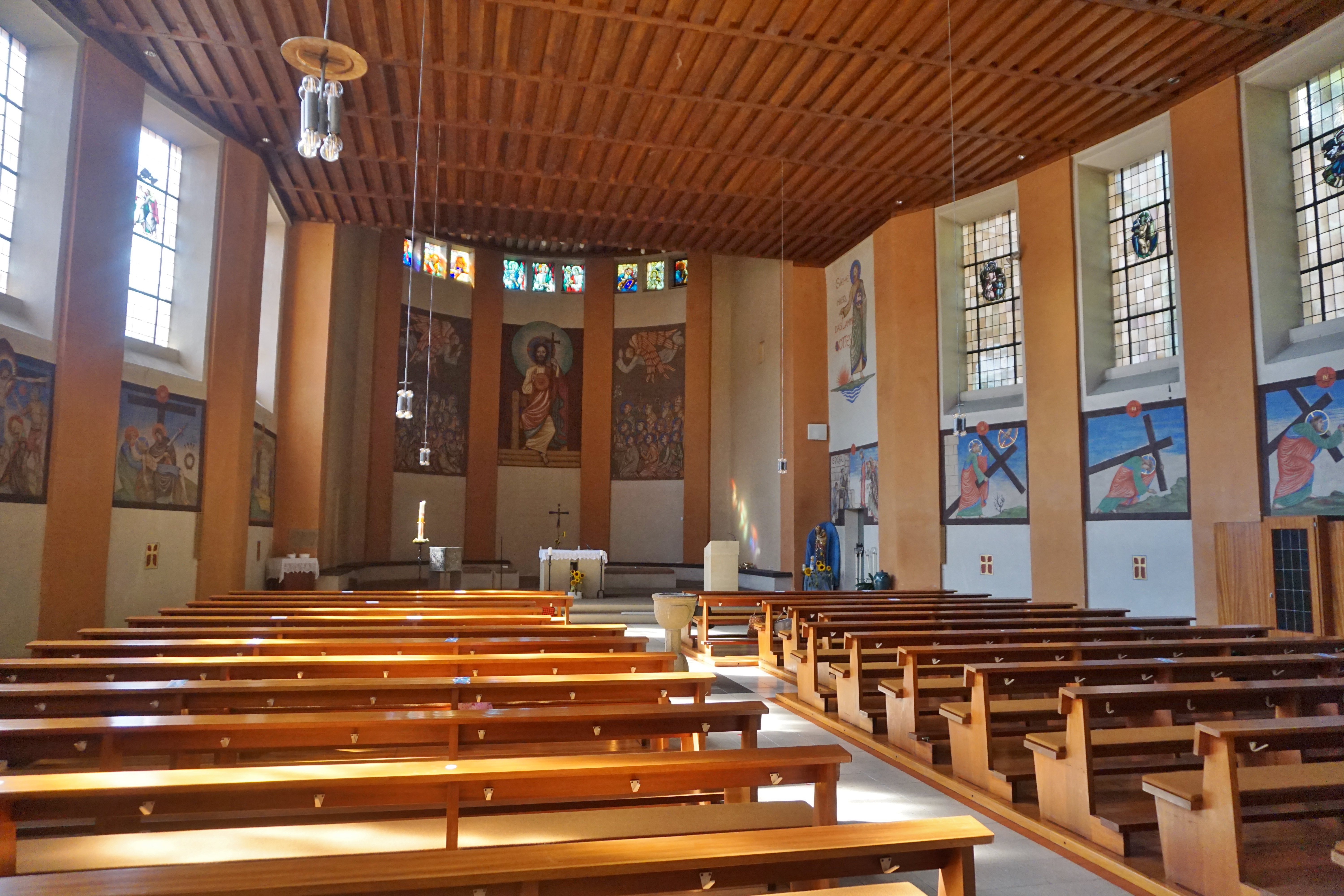
Innenraum

Die Heimbacher Schutzengelkirche ist im Kern ein einschiffiger Bau mit einem direkt anschließenden Chorraum. Das Kirchenschiff ist in Ost-West-Richtung ausgerichtet. Der Chor mit Altar befindet sich in westlicher Richtung. Die Außenfassade ist rosafarben, wobei die östliche Fassade mit schwarzen Malereien über dem Haupteingang geschmückt ist. Der ebenfalls rosafarbene Kirchturm schließt an der südwestlichen Ecke des Gebäudes an.

## Wandmalereien
Im Inneren der Kirche fertigte der expressionistische Kirchenmaler Alfred Gottwald Wandgemälde an. Er gestaltete die Malereien an den beiden Längsseiten des Schiffes und im Chorraum. Sie wurden zwischenzeitlich vollständig übermalt und 1988 wieder freigelegt.

## Orgel

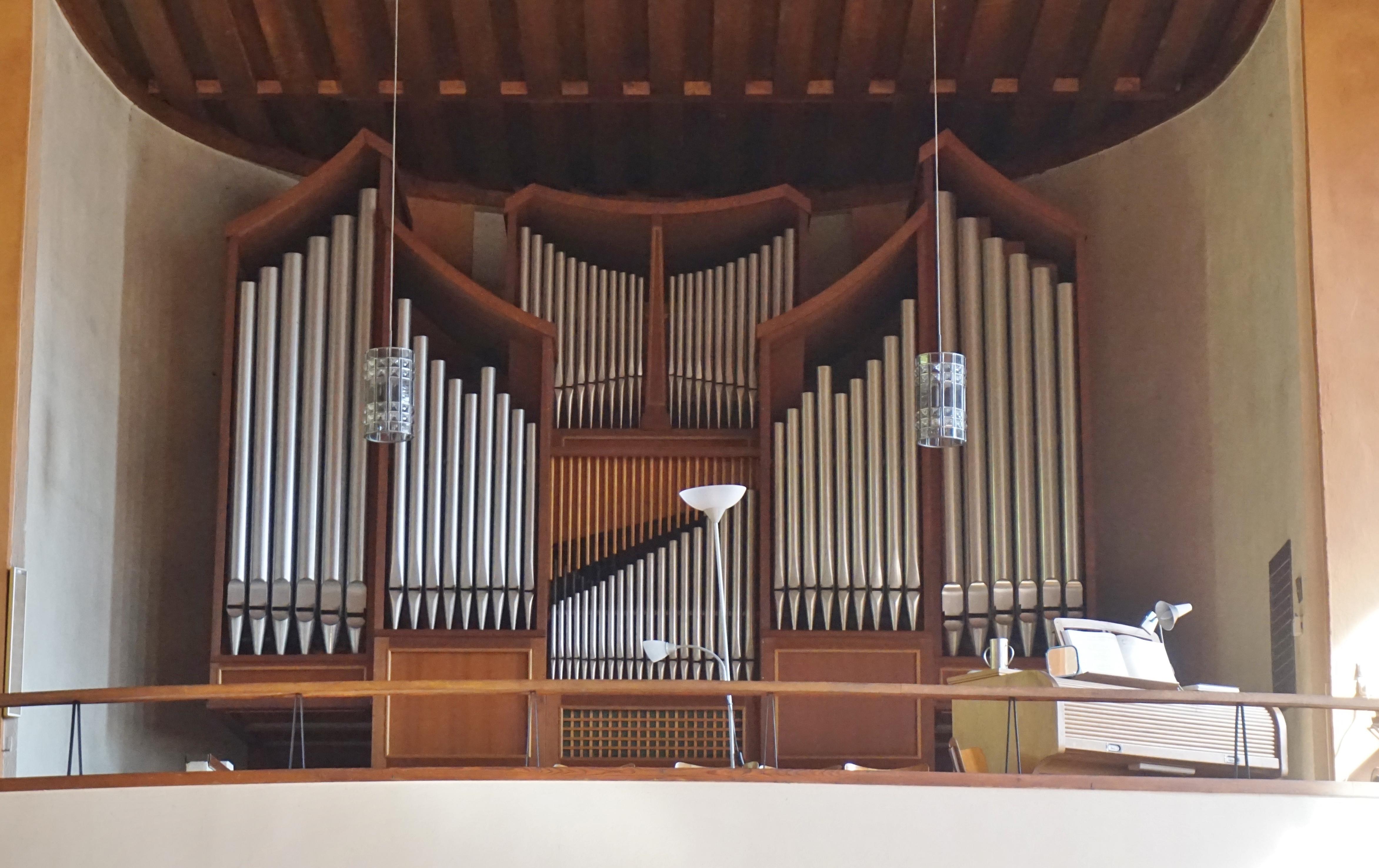
Sebald-Orgel

Im Jahr 1964 wurde die erste Pfeifenorgel, die noch heute erhalten ist, von der Orgelbaufirma Sebald aus Trier gebaut.
Sie besitzt 16 Register, die auf zwei Manualen und Pedal verteilt sind, mit insgesamt 1104 Pfeifen.
Die feierliche Einweihung fand am 13. Dezember 1964 statt.
| I Hauptwerk C– |    |
| Principal      | 8′ |
| Holzgedackt    | 8′ |
| Gemshorn       | 4′ |
| Suavial        | 2′ |
| Mixtur III–IV  |    |

| II Brustwerk C– |    |
| Rohrflöte       | 8′ |
| Praestant       | 4′ |
| Blockflöte      | 2′ |
| Sesquialter II  |    |
| Cymbel III      |    |
| Oboe            | 8′ |

| Pedal C–        |     |
| Subbaß          | 16′ |
| Octavbass       | 8′  |
| Hohlflaut       | 8′  |
| Rohrpommer      | 4′  |
| Rauschpfeife II |     |

- Koppeln: II/I, II/I Super, I/P, II/P
- Spielhilfen: 2 freie Kombinationen, Crescendo-Walze, Tremolo, Piano-Pedal, Tutti, Zungen ab

## Persönlichkeiten
Der Bau der Heimbacher Schutzengelkirche wurde durch den damaligen Pfarrer Ludwig Bettendorff intensiv unterstützt. Er setzte zum Bau der Kirche auch eigene finanzielle Mittel ein. Bettendorf war ab 1940 Gefangener im KZ Sachsenhausen und später im KZ Dachau. Er wurde am 4. April 1945, wenige Monate vor der Befreiung des KZ Dachau, freigelassen und kehrte zunächst nach Heimbach zurück. Durch die Gefangenschaft in den Konzentrationslagern war er von Krankheit gezeichnet und zog später an die Mosel, wo er 1951 starb. Zur Erinnerung und Würdigung an den ehemaligen Heimbacher Pfarrer wurde der Vorplatz der Schutzengelkirche zum 90. Jubiläum der Kirchweihe 2016 Bettendorffplatz genannt.